# LCE5A
LCE5A (англ. Late cornified envelope 5A) – білок, який кодується однойменним геном, розташованим у людей на 1-й хромосомі. Довжина поліпептидного ланцюга білка становить 118 амінокислот, а молекулярна маса — 11 795.
| 10         |  | 20         |  | 30         |  | 40         |  | 50         |
| ---------- |  | ---------- |  | ---------- |  | ---------- |  | ---------- |
| MSCQQSQQQC |  | QPPPKCTPKC |  | PPKCTPKCPP |  | KCPPKCPPQC |  | SAPCPPPVSS |
| CCGSSSGGCC |  | SSEGGGCCLS |  | HHRPRQSLRR |  | RPQSSSCCGS |  | GSGQQSGGSS |
| CCHSSGGSGC |  | CHSSGGCC   |  |            |  |            |  |            |

A: Аланін

C: Цистеїн

E: Глутамінова кислота

G: Гліцин

H: Гістидин

K: Лізин

L: Лейцин

M: Метіонін

P: Пролін

Q: Глутамін

R: Аргінін

S: Серин

T: Треонін

Задіяний у такому біологічному процесі, як кератинізація. 